# 홍천기
《홍천기》는 2021년 8월 30일부터 2021년 10월 26일까지 방송된 SBS 월화 드라마이다.

## 기획의도
신령한 힘을 가진 여화공 홍천기와 하늘의 별자리를 읽는 붉은 눈의 남자 하람이 그리는 한 폭의 화려한 이미지를 연출한 판타지 로맨스 드라마

## 제작진

### 원작
- 정은궐 : 《해를 품은 달》, 《영원의 사자들》 등 저서

### 책임프로듀서
- 홍성창 (스튜디오S 제작국장)

### 연출
- 장태유

영화 《메이메이 쇼핑몰의 기적》(감독)
SBS 금토드라마 《하이에나》(연출)
SBS 드라마스페셜 《별에서 온 그대》(연출)
SBS 드라마스페셜 《뿌리깊은 나무》(공동연출)
SBS 드라마스페셜 《바람의 화원》(연출)
SBS 드라마스페셜 《쩐의 전쟁》(연출)
SBS 월화드라마 《101번째 프러포즈》(연출)
SBS 월화드라마 《불량 주부》(공동연출)
- 남태진

SBS 수목드라마 《스위치 - 세상을 바꿔라》(연출)

### 극본
- 하은 [본명 : 김영영]

JTBC 금토드라마 《멜로가 체질》(집필)

## 등장 인물
- (†) 표시는 드라마 상에서 최종적으로 사망한 인물이다.

### 주요인물
- 김유정 : 홍천기 역 (아역 : 이남경) - 백유화단의 천재 여 화공. 28 > 33

쾌활하고 건강한 에너지를 뿜어내며, 웃으면 주위가 환해질 만큼 청량한 미모를 자랑 한다. 천재적인 그림 실력을 가진 천기는 아버지의 광증을 치료하기 위해 유명 고화를 모작해 돈을 버는 모작공으로도 은밀히 활약 중이다. 고난, 수난, 수모... 산전수전 다 겪어가면서도 그녀는 씩씩하고 당차게 살아왔다.
그러던 어느 겨울, 음기가 가장 강하다는 동짓날. 천기는 운명의 연인 하람을 만난다. 너무나 아름답고 시리도록 붉은 눈을 가진 사내. 십여 년 전 기나긴 동짓날 밤에 만났던 소년과 닮은 듯한 사내.
하람과의 인연은 다시 시작되고, 천기와 하람을 둘러싼 두렵고 신비한 일들이 계속된다. 하람의 아내. 최종적으로 마왕이 천기가 있는 곳에 들어와서 천기의 시력을 빼앗았다.
- 안효섭 : 하람 역 (아역 : 최승훈) - 별을 헤아리는 사내, 눈을 도둑맞은 서문관의 주부(主簿) 그리고 일월성. 28 > 33

어린 시절 기우제를 지내다 알 수 없는 사고에 휘말려 맹인이 됐고 가족을 잃었다. 하람이 눈을 떴을 때, 세상은 온통 붉은색이었다. 그날 마왕이 자신의 몸 안에 봉인된 것을 모른 채, 하람은 가족을 잃게 한 왕실에 대한 복수심을 키웠다. 그리고 임금의 총애를 받으며 천문, 지리, 풍수를 담당하는 서문관의 주부로 살아간다.
그러던 어느 동짓날, 하람은 자신의 가마로 숨어들어온 천기를 만난다. 음기가 가장 강하다는 그날, 하람의 몸 속에서 봉인됐던 마왕이 깨어난다. 그리고 멈춰 있던 운명의 시계추도 움직이기 시작한다. 천기의 남편.
- 공명 : 양명대군 (이율) 역 (아역 : 김정철) - 아름다움을 찾아 헤매는 풍류객.

시(詩), 서(書), 화(畵)를 무척 사랑하고 예술가들을 아끼는 낭만주의자, 흥미롭고 유쾌한 사건을 불러들이는 자유로운 영혼을 지닌 단왕조의 셋째 왕자님.
대신들 사이에서 지지도가 높지만, 아무리 존재를 감추고 살아도 정치적으로 자유로울 수 없는 대군의 숙명은 양명을 쓸쓸하게 한다.
그러다 한 여인, 홍천기를 알게 됐다. 그녀의 거침없는 말투와 천재적인 그림 실력에 걷잡을 수 없이 사로잡혔고, 양명의 감정은 시간이 흐를수록 깊어졌다. 시나 그림이 아닌, 사람에게 이토록 빠져든 것은 난생 처음이었다.
근데 그때는 몰랐다. 그녀가 다른 사람을 쳐다보고 있다는 것을. 그리고, 그게 하람이라는 것을.
- 곽시양 : 주향대군 (이후) 역 (아역 : 박상훈) - 단왕조의 둘째 왕자, 왕좌를 꿈꾸는 자.

왕이 되기 위해 마왕을 차지하려는 야심가다. 단지 형보다 늦게 태어났다는 이유로 왕이 될 수 없고, 욕심조차 독이 되는 대군의 숙명을 못 견딘다. 십여 년 전, 기우제가 있던 날. 주향은 마왕의 목소리를 들었다. 경원전의 영종어용.
그 안에 봉인되어 있는 마왕은 당장 이 어용을 불태우고 자신을 받아들이라 속삭였다. 주향은 그리하면 왕이 될 수 있을 것이라 여겼다.
그러나 마왕은 주향이 아닌 하람의 몸에 봉인됐고, 그날 이후 주향은 왕이 되기 위하여, 마왕을 찾고 빼앗기 위한 힘을 기른다.

### 백유화단 식구들
- 김광규 : 최원호 역 - 운종가 명문 백유화단의 화단주.

절친했던 벗 홍은오의 딸 천기를 제 딸인 양 보살피며, 화공으로 자랄 수 있게 가르쳤다. 엄격한 듯해도, 인간미가 풍기는 인물. 화공으로서 놀라운 재능을 가진 천기가 제 아비처럼 될까 노심초사한다.
- 최광일 : 홍은오 역 (†) - 천기의 아버지.

과거엔 단왕조 최고의 화공으로, 마왕을 봉인한 신령한 그림 `영종어용`을 그려낸 어용화사였다. 마왕을 봉인하던 그 날, 저주를 받아 광증에 걸렸다.활에 맞아 사망했다. (1회 ~ 14회)
- 윤사봉 : 견주댁 역 - 백유화단의 살림을 맡고 있는 맘씨 좋은 아낙네.

든든한 풍채와 따듯한 마음씨로 화단 식구들을 살핀다. 최원호를 마음에 품고 있다.
- 정영기 : 강춘복 역 - 백유화단의 재물을 관리하는 행수집사.

손목부상으로 붓을 내려놓아야 했던 아픈 과거를 딛고, 백유화단의 번창을 위해 손님들의 주문과 재물의 장부를 정리한다.
- 홍진기 : 차영욱 역 - 천기와 백유화단에서 유년시절을 보낸 막역지우, 일명 '울상.'

허풍과 엄살이 앞서는 수다쟁이로 백유화단 내 최고 입담을 자랑한다. 친구들에게 가려 드러나진 않지만, 따듯한 마음을 그려낼 줄 아는 화공이다.
- 홍경 : 최정 역 - 천기와 백유화단에서 유년시절을 보낸 막역지우, 일명 '밉상.'

섬세하고 정교한 필치의 뛰어난 화공으로, 어린 나이에 고화원 회사로 임관했다. 툭툭 내뱉는 말씨가 밉지만 천기에 대한 우정이 각별하다.

### 고화원 사람들
- 장현성 : 한건 역 - 고화원의 성화. 단왕조 최고의 화공.

양명대군에게 지지아래 고화원 최고 수장 자리를 지키고 있다. 한때 경쟁했던 벗 은오의 딸 천기가, 제 아비처럼 신령한 그림을 그려야할 운명임을 직감한다. 훗날 천기가 영종어용을 그릴 수 있게 이끌어준다.
- 장원형 : 심대유 역 - 마필.

매죽헌 화회에서 천기와 끝까지 그림 대결을 했던 인물. 미수가 천기를 감시하기 위해 흑비법을 썼다.

### 서문관 사람들
- 리민 : 장욱진(장주부) 역 - 서문관 주부(主簿).

법궁의 터주신이니 뭐니 풍설을 만들어내는 하람을 탐탁지 않아 한다, 인왕산 물괴 사건에서 살아남은 유일한 목격자.
- 배명진 : 박사력 역 - 서문관의 사력.

장주부에게 줄을 대고 적절하게 묻어간다.

### 월성당 사람들
- 양현민 : 정쇤내 역 - 월성당의 부당주.

명품 고화를 사고파는 일을 전담하지만, 격조는 낮고, 저잣거리 왈패 기질이 사납다. 일월성 몰래 위작(僞作) 사업으로 뒷돈을 챙기다 천기와 엮이고, 위협한다.
- 송원석 : 무영 역 (†) - 북방 부족 최고의 무사였다.

북방토벌 당시 잡혀 노예로 죽을 위기에 처했으나, 일월성을 만나 구사일생했다. 일월성을 그림자처럼 따라다니며 지킨다. (2회 ~ 14회)
- 김현목 : 만수 역 - 액정서(掖庭署) 소속의 중금(中禁).

성조의 명으로 맹인인 하람의 시중을 들고 있다, 왕의 서찰을 유실하는 실수로 큰 화를 당할 뻔했으나, 하람의 도움으로 살아남았다. 그날 이후 하람의 완전한 충복이 되었다.
- 하율리 : 매향 역 - 심청각 행수 기생.

하람이 심어놓은 첩자로, 주향대군에게 관심을 보이는 인물.
- 서동오 : 왈패 일 역 - 월성당의 왈패.

정쇤내를 형님으로 모시고 같이 행동하는 인물.
- 박종욱 : 왈패 이 역 - 월성당의 왈패.

정쇤내를 형님으로 모시고 같이 행동하는 인물.

### 양명대군 측 사람들
- 하남우 : 심정우 역 - 조정의 대신, 양명대군의 측근.

정4품 규현전 학사. 양명대군에게 주향대군의 계획을 알려준다.
- 고규필 : 고필 (청지기) 역 - 양명대군을 지근거리에서 보필하며 시중을 드는 인물.

양명대군의 행수집사로 매죽헌 화회에서 진행을 맡았다.
- 박선우 : 김홍서 역 - 정1품 좌각.

성진기와 대립하며 양명대군을 지지하는 대신.
- 김주영 : 이현모 역 - 정5품 병부정랑.

양명대군에게 주향대군의 계획을 알려준다.

### 법궁 사람들
- 조성하 : 성조 역 - 단왕조의 4대 왕.

도탄에 빠져 있던 단왕조를 부강하게 하는데 일생을 바친 성군, 병약한 세자와 야심만만한 둘째 아들 주향대군을 두고 대두되는 양위(讓位) 문제로 골치를 썩고 있다. 과거 석척기우제가 열리던 날. 영종어용이 불타며 사라진 마왕을 봉인하기 위해 은밀히 신령한 화공을 찾고 있다.
- 김금순 : 월선 역 - 성주청 5대 국무당.

성조의 명으로 마왕 봉인을 준비하고 있다.
- 장용복 : 상선 역 - 성조의 상선

내시부 최고위직. 성조의 편지를 주향대군, 양명대군에게 각각 전달한 인물이다.
- 미상 : 세자 (이강) 역 (아역: 장마루) - 성조의 첫째 아들.

현재 투병생활 중이며, 의식은 전혀 없고 19년 전 아역 출연 후 언급만 되는 인물이다.

### 주향대군 측 사람들
- 채국희 : 미수 역 (†) - 국가의 기은(祈恩: 왕가의 복을 빌던 행사)을 전담했던 성주청의 4번째 국무당.

물의 기운을 타고 난 하람을 발견하곤 기우제에 인신공양으로 바쳤다, 오랜 가뭄의 끝에 비가 내렸지만, 인신공양에 노한 성조에 의해 궁에서 쫓겨났다. 이후 마왕과 접신했던 주향대군에게 신의 뜻이 있다 믿으며 마왕을 주향에게 내림하고자 한다.최종회에서 마왕이 봉인될 때 사망했다.
- 정동근 : 안영회 역 - 주향대군의 책사.

비상한 머리회전으로 주향대군을 보좌하며 반정을 꾀하는 인물이다.
- 박지훈 : 김공례 역 (†) - 前 금부도사, 現 주향대군의 호위대장.

과거 하람의 가족을 멸문지화로 이끈 장본인이다. 하람이 복수를 위해 주향이 김공례를 죽이게 만들고, 결국 절벽에서 떨어져 사망한다.
- 이상운 : 서기정 역 - 문장을 잘 쓰기로 유명해 주향과 양명, 두 대군과도 친밀한 선비.

정치적으로 주향대군을 지지한다.
- 조원희 : 성진기 역 - 주향대군의 측근. 노련한 원로대신.

병약한 세자를 견제하며 주향대군의 정치적으로 결탁한 세력의 수장이다.
- 차지혁 : 주향호위 역 - 주향대군의 호위무사.

주향대군 옆에 붙어서 호위하는 무사이다.

### 신 · 귀 · 마
- 문숙 : 삼신할매(三神) 역 - 생명을 점지하는 신.

저잣거리 미친 노파로 보이지만, 본디 모습은 인간의 생사를 관장하는 생명의 신(神). 한 때는 한 몸으로 있었던 죽음의 신 마왕이 인간사를 죽음으로 물들이자, 대적하여 마왕을 봉인할 운명의 연인을 점지했다. 나비로 변해 위장하는 능력을 가지고 있다. 천기와 하람의 곁에 머물며 마왕을 봉인할 때를 기다리고 있다최종적으로 마왕과 같이 봉인되었다
- 조예린 : 호령 역 - 법궁을 수호하는 12지신 중, 가장 강력한 호랑이 신.

12지신중 가장 강력한 신. 평소에는 소녀의 모습이지만, 인간들의 눈에는 보이지 않는다. 마왕이 천기를 공격하지 못하게 싸운다.호랑이신이다. 삼신할매와 같이 등장한다 활을 멈춰서 천기와 하람을 구한다(14회 마왕 봉인할때)
- 박정학 : 간윤국 / 화차 역 - 홍은오와 함께 영종어용을 그렸던 화공.

봉인식 이후 화차와의 계약으로 육신을 빼앗겼다. 백유화단에서 천기의 그림만을 사가는 의문의 손님

### 그 외 인물
- 서명찬 : 맹자형 역 - 조정의 대신.

성조의 측근. 성조, 세자와 인신공양 장면을 지켜본 인물.
- 김익태 : 강희 역 - 조정의 대신.

성조의 측근. 성조, 세자와 인신공양 장면을 지켜본 인물.
- 최유송 : 유시생 역 - 청유화단의 단주.

매죽헌 고위 심사위원으로, 여러 화공의 그림을 평가했다.
- 신재환 : 만유스님 역 - 귀필.

매죽헌 참가자, 초차, 재차 통과, 삼차 때 강희연에서 패배.
- 곽현준 : 강희연 역 - 신필.

매죽헌 참가자, 초차, 재차, 삼차 통과, 경매가 150석으로 300석인 천기에게 패배.
- 윤서정 : 홍은오의 처 (†) 역

홍천기의 어머니로, 천기를 낳다가 과다출혈로 사망한다.
- 이종구 : 허유 역 - 내의원 어의.

세자의 어의로, 주향한테 세자의 상태를 말한 인물.

### 특별출연
- 전국환 : 영종 역 (†) - 상왕. 단왕조 3대 왕.

28년 전, 자신의 몸에 들어온 마왕으로 인해 천하무적을 얻어 왕이 되었으나 점점 폭주하는 마왕이 두려워 아들 성조에게 선위하고, 자신의 어용에 마왕 봉인식을 치르는데 봉인이 끝나고 성주청을 신청해 하성진을 토사구팽한다.
- 한상진 : 하성진 역 (†) - 하람의 아버지.

과거 조격전의 3대 영으로 봉인식을 주관하고, 마왕을 영종어용에 봉인했었다. 이후 토사구팽의 처지가 되어 숨어 살다가 아들 하람과 다시 한 번 조정의 부름을 받는다.
- 김법래 : 마왕 역 - 죽음을 관장하는 신.

죽음을 관장하는 신. 많은 피를 원한 마왕이 중용의 신을 먹어 버리고 생사의 균형이 깨지자 세상은 공포와 불안에 휩싸였다. 이때부터 삼신의 몸에서 떨어져 나온 마왕은 인간의 악한 욕망에 깃들어 살게 되었다. 현재 하람의 몸에 봉인되었다.
- 최종원 : 하담 역 - 조격전 1대 영(領). 하람의 조부(祖父).

옥사에서 마왕으로 인해 죽을 뻔한 하람을 가락지로 살려 준 인물. 하람의 조부.

## 시청률
최저 시청률과 최고 시청률은 시청률 조사회사와 지역별로 시청률에 차이가 있을 수 있습니다.
| 2021년 | 2021년    | 2021년                    | 2021년          | 2021년        | 2021년 |
| 회차   | 방송일    | 부제 (서브 타이틀)        | AGB 시청률      | AGB 시청률    |        |
| 회차   | 방송일    | 부제 (서브 타이틀)        | 대한민국 (전국) | 서울 (수도권) |        |
| ------ | --------- | ------------------------- | --------------- | ------------- | ------ |
| 제1회  | 8월 30일  | 붉은 하늘                 | 6.6%            | 6.4%          |        |
| 제2회  | 8월 31일  | 신령한 화공               | 8.8%            | 8.5%          |        |
| 제3회  | 9월 6일   | 마왕 魔王                 | 8.0%            | 7.4%          |        |
| 제4회  | 9월 7일   | 운명의 붉은 실            | 9.6%            | 9.1%          |        |
| 제5회  | 9월 13일  | 매죽헌 화회 上            | 9.7%            | 9.5%          |        |
| 제6회  | 9월 14일  | 매죽헌 화회 下            | 10.2%           | 10.3%         |        |
| 제7회  | 9월 27일  | 재회                      | 9.3%            | 8.9%          |        |
| 제8회  | 9월 28일  | 불에 탄 왕의 초상         | 8.9%            | 8.7%          |        |
| 제9회  | 10월 4일  | 불멸의 관상               | 9.6%            | 9.3%          |        |
| 제10회 | 10월 5일  | 어용화사                  | 8.5%            | 8.2%          |        |
| 제11회 | 10월 11일 | 운명의 가락지             | 8.8%            | 8.4%          |        |
| 제12회 | 10월 12일 | 수사전                    | 8.8%            | 8.4%          |        |
| 제13회 | 10월 18일 | 봉인식 封印式             | 8.9%            | 8.9%          |        |
| 제14회 | 10월 19일 | 절처봉생 絶處逢生         | 9.3%            | 9.0%          |        |
| 제15회 | 10월 25일 | 추보 推步                 | 8.9%            | 8.1%          |        |
| 제16회 | 10월 26일 | 붉은 하늘의 연인 (최종회) | 10.4%           | 10.0%         |        |

## 결방 사유
- 2021년 9월 20일 : 《추석특선영화 미나리》 편성으로 인한 결방.
- 2021년 9월 21일 : 《추석특선영화 미션 파서블》 편성으로 인한 결방.

## OST
- Part.1 백현 - 나인가요 (2021.08.31 발매)
- Part.2 솔라 - 나는 그대고 그대는 나였다 (2021.09.06 발매)
- Part.3 양다일 - 그대와 나 (2021.09.13 발매)
- Part.4 에일리 - 너의 눈물이 나의 눈을 적실 때 (2021.09.27 발매)
- Part.5 펀치 - 거짓말처럼 (2021.10.08 발매)
- Part.6 이수 - 긴잠 (2021.10.12 발매)
- Part.7 정효빈 - 달과 별의 밤 (2021.10.19 발매)
- Part.8 조정규 - 토끼와 간 (2021.10.25 발매)

## 참고 사항
- 본 드라마는 소설가 정은궐 작가의 동명 원작을 극화한 작품이므로, MBC 수목 드라마 '해를 품은 달 (2012년 상반기 방영작)'을 비롯한, KBS 2TV 월화 드라마 '성균관 스캔들 (2010년 하반기 방영작)'. '구르미 그린 달빛(2016년 하반기 방영작)'을 잇는 또 하나의 걸작 드라마이다.
- 프로그램 기획서에 기재된 판타지 사극물 '홍천기'의 기획 의도는 다음과 같다.

본 드라마는 귀(鬼), 마(魔), 신(神)이 인간의 삶에 관여하던 단왕조 시대.
어느 연인들의 사랑과 운명에 관한 이야기이자,
세상을 구하고 하늘을 감동시켰던 연인들의 서사시다.
마왕의 저주로 눈이 먼 채 소경으로 태어났으나 신의 축복으로 눈을 뜬 여자.
사랑하는 사람을 위해 목숨을 건 그림을 그리는 여 화공 홍천기.
나라를 위해 기우제의 제물로서 죽어야 했던 순간,
몸속에 스며든 마왕의 힘으로 살아난 사내.
눈을 잃고 아버지를 잃은 채 평생을 살아가게 된 하람.
때로는 악연(惡緣)과 인연(因緣)의 사이에서,
때로는 생(生)과 사(死)의 갈림길에서,
운명의 보이지 않는 붉은 실에 의해 다시 만나고
헤어지는 일을 반복하는 두 연인의 운명적이고도 극적인 세계관을 연출한 판타지 로맨스가 시작된다.

- 제목으로 사용된 '홍천기'란, '붉은 하늘의 기밀(紅天機)'이라는 뜻에서 비롯된 여자 주인공의 이름이므로, 본 작품을 연출한 장태유 PD의 인터뷰에서, "로맨틱 코미디물에만 치중했던 기존 상업적 트렌디 드라마와는 달리, 멜로와 판타지, 사극적인 흥미성 등 세 가지 요소를 함축하여, 역사 왜곡 시비 문제로 큰 홍역을 치렀던 '조선구마사'의 빈자리를 채워주는 판타지 사극물이기 때문에, 기획 단계에서, 역사적인 사실인 팩트(Fact)와 허구적인 세계관인 픽션(Fiction)을 다루는 것에 대해서 깊이 고심하다가, 시대적 배경을 조선시대에서 '단왕조'로 설정해 판타지물 특유의 환상적인 세계관을 구축하였고, 역사적 실존 인물이나 실제로 사용된 지명 등은 가상의 이름으로 바꿔 역사 왜곡 혼선 방지 차원에서 신중을 기울였다"라고 덧붙였다.[2][3]
- KBS 드라마운영팀의 김상휘 팀장의 인터뷰에서, "연기력이 검증된 청춘 스타들을 기용하고, 민감한 역사 왜곡 시비 방지 차원에서 픽션과 판타지 등 두 가지 요소를 가미하여, 작품의 완성도를 높이기 위해, SBS가 야심차게 기획한 사전 제작 드라마이기 때문에, 해외 판권 독점 계약을 위한 사전 심의 기간을 염두에 두고, 북미와 유럽, 일본 등 동아시아 국가를 비롯한 전 세계 50여개 국에서 판권 계약을 체결하여, KBS와 SBS 등 각 방송사의 월화드라마 시청률과 화제성을 선점하기 위해 본방송 시점을 SBS 드라마본부 측에서 8월 30일로 최종 확정하였다"라고 덧붙였다.[4][5]

## 동일 소재 드라마
- 성균관 스캔들 (KBS 2TV 월화 드라마 - 2010년 하반기 방영작)
- 옷소매 붉은 끝동 (MBC 금토 드라마 - 2021년 하반기 방영작)
- 꽃선비 열애사 (SBS 월화 드라마 - 2023년 상반기 방영작)

## 같이 보기
- 대한민국의 텔레비전 드라마 목록 (ㅎ)
- 2021년 대한민국의 텔레비전 드라마 목록